# Dmitri Jurjewitsch Burago
Dmitri Jurjewitsch Burago (russisch Дмитрий Юрьевич Бураго; * 17. Mai 1964) ist ein russischer Mathematiker, der sich mit Geometrie befasst.
Er ist der Sohn des Mathematikprofessors in Leningrad Juri Dmitrijewitsch Burago, mit dem er auch ein Buch veröffentlichte. Burago wurde 1994 an der Universität St. Petersburg bei Anatoli Werschik promoviert. Er war am Steklow-Institut in Sankt Petersburg und ist Professor an der Pennsylvania State University am Center for Dynamical Systems and Geometry. Dort erhielt er 1997 ein Forschungsstipendium der Alfred P. Sloan Foundation (Sloan Research Fellowship).
1992 erhielt er den Preis der Sankt Petersburger Mathematischen Gesellschaft. Für 2014 wurde ihm der Leroy P. Steele Prize mit Juri Burago und Sergei Wladimirowitsch Iwanow für ihr Buch A course in metric geometry zugesprochen.

## Schriften
- mit Juri Burago, Sergei Ivanov: A Course in Metric Geometry, American Mathematical Society 2001